# A Golyó
A Golyó (Riding the Bullet) Stephen King elektronikus kisregénye, amely 2000-ben jelent meg az interneten a Simon & Schuster kiadó jóvoltából. 2002-ben aztán a Minden haláli című novelláskötet részeként is napvilágot látott. Ez nevezhető az első, széles közönségnek szánt e-könyvnek, amelyből több mint 500 000 elektronikus példány kelt el világszerte 2,50 dolláros áron. Az előzetes elvárás ezzel szemben mindössze 16 000 eladott példány volt. Magyarul e-könyv formájában nem, kizárólag a 2004-ben az Európa Könyvkiadó által kiadott novelláskötetben jelent meg.
A sztori főhőse Alan Parker, egy egyetemista, akinek egy telefonhívásra haza kell utaznia kórházba került édesanyjához. Ennek érdekében autóstoppolnia kell. Másodjára egy különös idegen, egy bizonyos George Staub veszi fel, aki egy történetet mesél neki, majd pedig fontos választás elé állítja Alant.
A történetből készült film, amelynek főszereplői Jonathan Jackson, David Arquette és Cliff Robertson, 2004-ben készült el. Forgatókönyvírója és rendezője Mick Garris volt, akinek nevéhez több televíziós és mozifilmes King-adaptáció is köthető.
Az eladási sikereket követően úgy döntött, hogy szintén az interneten keresztül teszi közzé a The Plant című folytatásos, 1982-ben elkezdett, de e célból átdolgozott regényét. Mivel annak letöltéséért csupán az olvasók kb. 46%-a fizetett, a projekt hat rész után (2000 júliusa és decembere között) félbemaradt.

## Magyarul
- Minden haláli; ford. Müller Bernadett; Európa, Bp., 2004